# Hazael
Hazael (em hebraico: האזאל; lit. "A quem Deus vê") foi um dos mais poderosos reis do Reino de Arã-Damasco, reinando de 843 a 796 a.C.. Iniciou sua carreira servindo na corte de Benadade II, a quem matou e usurpou o trono. Em 842 a.C., o rei da Assíria Salmanaser III (r. 858–824 a.C.) derrotou-o e lhe causou prejuízo de 6 000 homens, 1 121 carroças e 470 cavaleiros. Lutou contra as forças conjuntas de Jorão (r. 849–842 a.C.) e Ocozias (r. 842–841 a.C.) do Reino de Judá em Ramote-Gileade. Guerreou contra Jeú (r. 841–814 a.C.) do Reino de Israel constantemente, devastando seu reino. Sob Joacaz (r. 814–798 a.C.), pressionou Israel a quase destruição e avançou ao sul, onde conquistou Gate e obrigou o rei de Judá a pagar alto tributo para poupar Jerusalém. Foi sucedido por seu filho Benadade III.